# 上海乳胶厂
上海乳膠廠，屬於中國化工橡膠總公司轄下企業，中國化工集團公司旗下公司。

## 历史
1959年當時由上海华谊集团成立，1999年被中联橡胶（集团）总公司收購，2007年再由中国昊华（南方）桂林橡胶责任有限公司托管，主要業務生產手套、安全套，以及有關其他乳膠等產品。董事長兼總經理為王景林。